# 345 Park Avenue
345 Park Avenue este o clădire de tip zgârie nori - cu scop comercial - ce se află în New York City.

## Istoric
Completată și dată în folosință în 1969, clădirea cu 44 de etaje, care este a 64-a clădire din New York (ca înălțime) a fost proiectată de Emery Roth & Sons. 
Clădirea 345 Park Avenue a fost construită exact pe locul ocupat de fostul Hotel Ambassador. Faimosul hotel, construit în 1921, a fost vândut rețelei hoteliere Sheraton Hotels în 1958, redenumită Sheraton-Est și apoi demolată în 1966.

## Diverse
Imagini ale exterioarelor clădirii 345 Park Avenue au fost folosite ca sediu fictiv al companiei fictive CSC and Continental Corporation în serialul de televiziune series Sports Night, realizat de Aaron Sorkin și difuzat între 1998 și 2000.

## Companii aflate în clădire
- The Blackstone Group
- Bristol-Myers Squibb
- Capital Trust
- Deutsche Bank
- KPMG
- National Football League[6]
- Piper Jaffray

## Alte articole
- Lista celor mai înalte clădiri din New York City